# 마제야
마제야(Mageia)는 컴퓨터 운영 체제 중 하나이다. 2011년 6월 1일에 첫 번째 버전이 출시되었다. 마제야는 맨드리바 리눅스의 전직 직원들과 개발자들, 커뮤니티 구성원들에 의해 2010년부터 개발이 진행되었다. 마제야라는 이름은 그리스어에서 유래하였으며, 마법이라는 뜻이다.

## 데스크탑 환경
다른 리눅스 배포판들과 마찬가지로 마제야는 리눅스에서 쓰이는 주요 데스크탑 환경을 지원한다. DVD 버전의 경우 KDE와 그놈을 사용하며, CD 버전의 경우 LXDE를 사용한다.

## 개발
마제야는 9개월 단위로 발표되며, 각 배포판의 지원 기간은 18개월이다. 현재 최신 버전은 2023년 8월 27일에 발표한 9이다.

### 배포판 역사
| 버전                                                            | 출시 날짜  | 지원 종료 날짜             | 커널 버전 |
| --------------------------------------------------------------- | ---------- | -------------------------- | --------- |
| 1                                                               | 2011-06-01 | 2012-12-01                 | 2.6.38.7  |
| 2                                                               | 2012-05-22 | 2013-11-22                 | 3.3.6     |
| 3                                                               | 2013-05-19 | 2014-11-26                 | 3.8.13    |
| 4                                                               | 2014-02-01 | 2015-09-19                 | 3.12.13   |
| 4.1                                                             | 2014-06-20 | 2015-09-19                 | 3.12.21   |
| 5                                                               | 2015-06-19 | 2017-12-31                 | 3.19.8    |
| 5.1                                                             | 2016-12-02 | 2017-12-31                 | 4.4.30    |
| 6                                                               | 2017-07-16 | 2019-09-30                 | 4.9.35    |
| 6.1                                                             | 2018-10-05 | 2019-09-30                 | 4.14.70   |
| 7.0                                                             | 2019-07-01 | 2021-06-30                 | 5.1.14    |
| 7.1                                                             | 2019-07-16 | 2021-06-30                 | 5.1.14    |
| 8                                                               | 2021-02-26 | 2023-11-30                 | 5.10.16   |
| 9                                                               | 2023-08-27 | 후속 출시일로부터 3개월 후 | 6.4       |
| 범례: 오래된 버전 오래된 버전, 현재 지원 중 현재 버전 배포 예정 |            |                            |           |

## 같이 보기
- 오픈맨드리바 Lx
- PCLinuxOS